# Schlosskirche Lockwitz

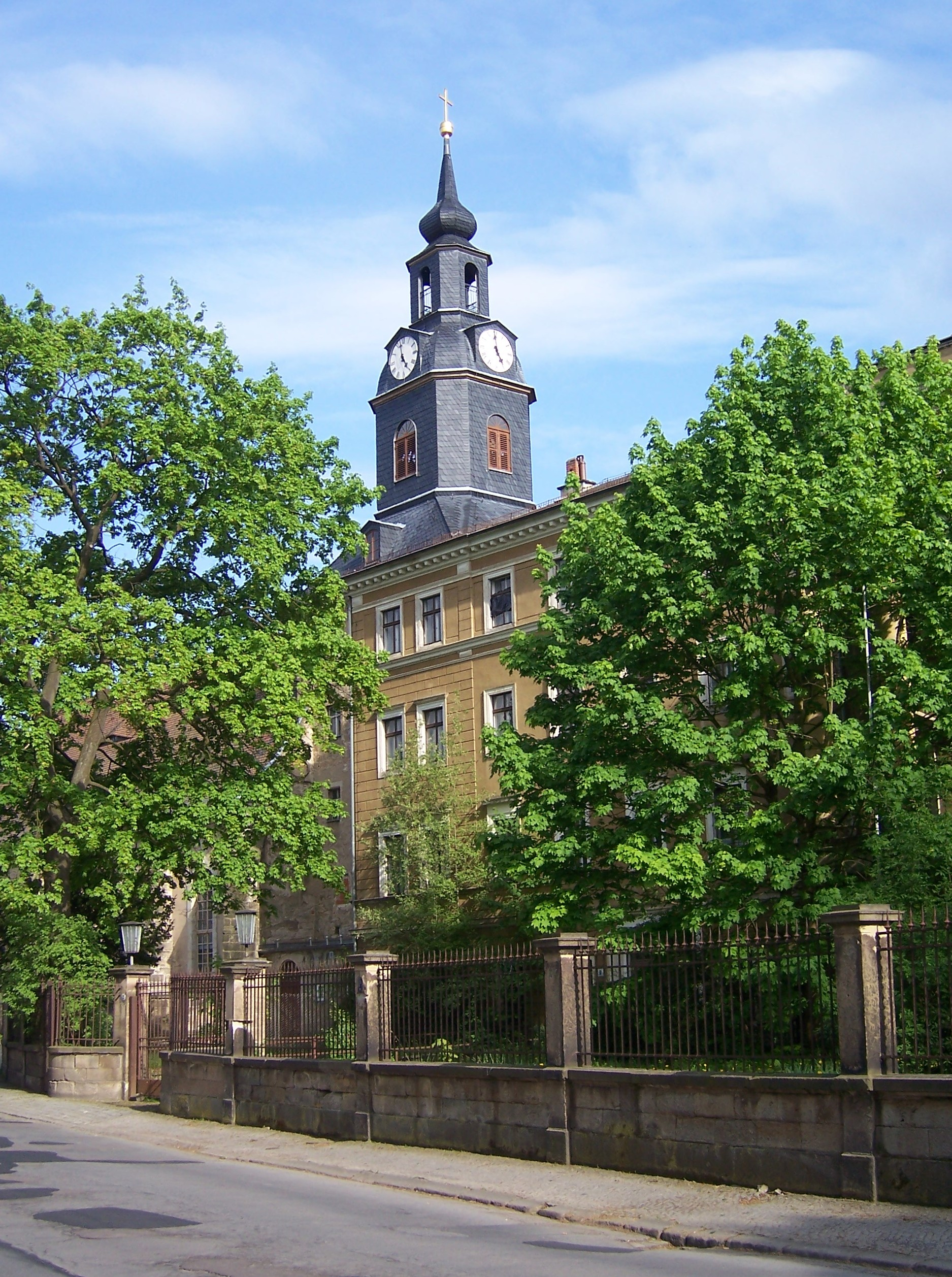
Blick auf die Kirche vom Schloss aus

Die Schlosskirche Lockwitz ist ein im Kern spätgotischer, denkmalgeschützter Sakralbau im Dresdner Stadtteil Lockwitz. Es ist die einzige evangelisch-lutherische Kirche Dresdens, die baulich mit einem Schloss verbunden ist. Die Schlosskirche ist die Hauptkirche der gleichnamigen Kirchgemeinde.

## Geschichte
Die Geschichte der Schlosskirche geht vermutlich bis in das 13. Jahrhundert zurück, als in Lockwitz bereits eine katholische Kapelle existierte. Nach der Reformation 1539 wurde die Kapelle geschlossen und erst 1622 von Rittergutsbesitzer und Hofmarschall Johann Georg von Osterhausen († 1627) wiederentdeckt. Er richtete in ihr eine evangelische Kirche ein. Im folgenden Jahr erhielt das nach der Kirche Leubnitz-Neuostra eingepfarrte Lockwitz den Status einer selbstständigen Kirchgemeinde. Im Jahr 1690 erwarb Geheimrat Gotthelf Friedrich von Schönberg (1631–1708) das Rittergut Lockwitz und initiierte einen Kirchenumbau im barocken Stil. Er entstand von 1699 bis 1703. Dabei wurde der östliche Kirchturm abgetragen und der westliche Schlosstrakt zu einem Kirchturm umgebaut. Der 37 Meter hohe Turm mit Barockhaube und -laterne stellte so die Verbindung von Kirche und Schloss her. Die Kirche befindet sich im Osten des Schlosses. Im Jahr 1930 wurde die Kirche restauriert und dabei die Ostempore für den Einbau einer Orgel verändert. Weitere Sanierungsarbeiten erfolgten 1952 sowie von 1993 bis 1996. 2010 erfolgte die Restaurierung des Altars. Im Jahr 2018 wurde mit staatlichen Mitteln (Denkmalschutz-Hilfen), der evangelischen Stiftung KiBa, Zuwendungen der Landeskirche und Spenden aus der Kirchgemeinde sowie von Privatpersonen das Kirchendach und die gesamte Fassade restauriert. Die Schirmherrschaft über dieses umfangreiche Bauvorhaben übernahm der Kirchenvorstand André Bockholt.

## Baubeschreibung

### Äußeres

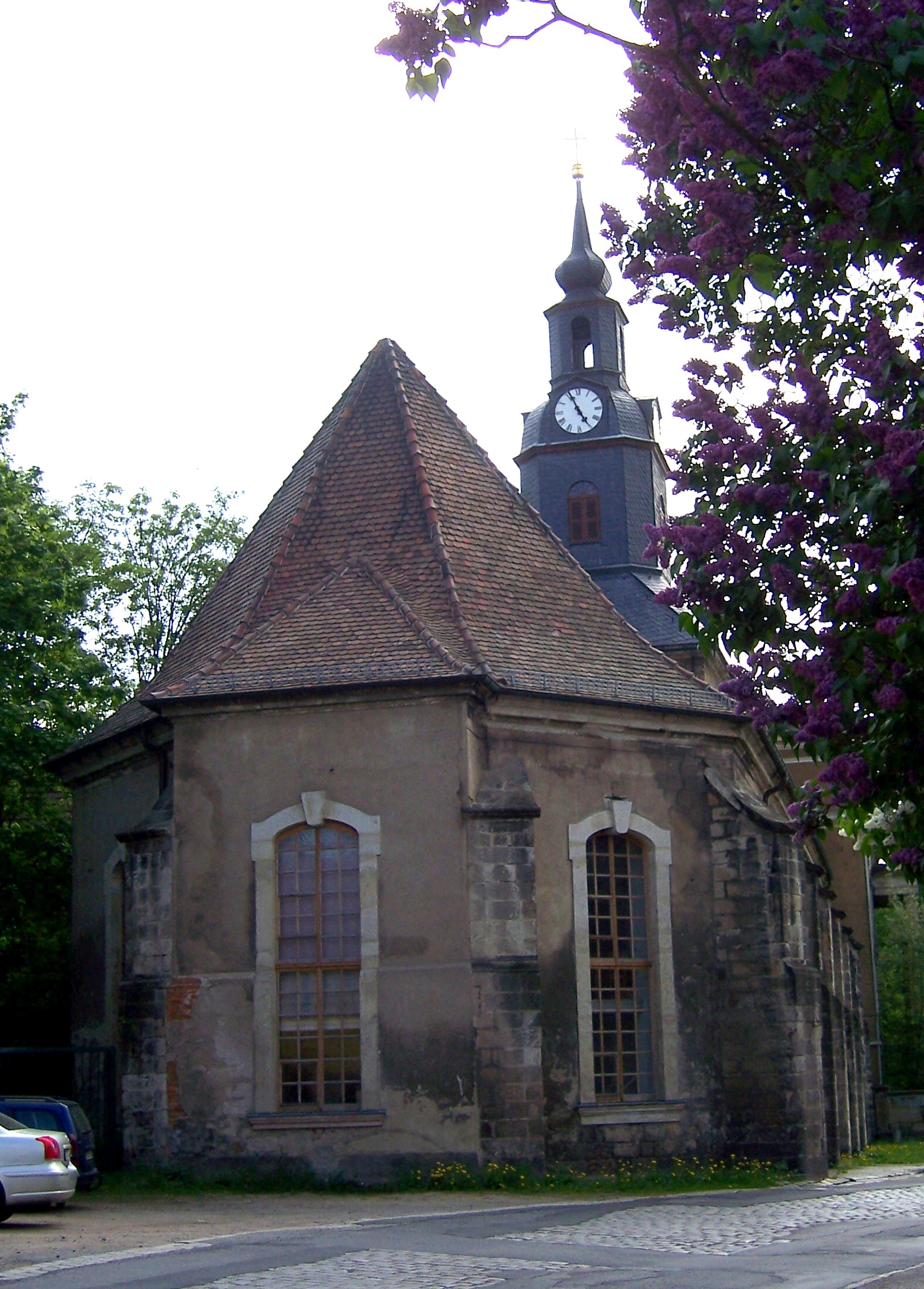
Die Schlosskirche von Norden gesehen

Die Lockwitzer Schlosskirche ist ein langgestreckter Putzbau mit Satteldach. Das Hauptportal befindet sich an der Nordseite der Kirche. Es ist mit dem Wappen der Schönbergs geschmückt. Kirche und Schloss werden durch den quadratischen Glockenturm im Westen verbunden, der ein Zeltdach hat.

### Inneres
Der Innenraum ist vierjochig und bietet rund 400 Gläubigen Platz. Die Decke ist flach und hat ein mit einer Holzverschalung nachgebildetes Kreuzrippengewölbe. Die an drei Seiten geschlossenen Wände werden von zweigeschossigen Emporen im Norden und Süden sowie der Orgelempore im Osten eingenommen. Im Westen befindet sich über der Gruft zudem die Patronatsloge mit zwei gemalten Epitaphien. Im Osten steht vor der Orgelempore der Altar, der sich bis zur barocken Neuformung der Kirche unter der Patronatsloge befand. Durch die Versetzung wurde der Zugang zur Patronatsloge vom Schlossbau her möglich. In der Patronatsloge befinden sich die beiden gemalten Epitaphien für Helene von Haugwitz († 1622) und Hans Georg von Osterhausen († 1627).

#### Altar
Der Sandstein-Altar geht auf ein Epitaph aus dem Jahr 1627 zurück und wurde um 1660 als Altar hergestellt. In der Predella befindet sich ein Abendmahlsrelief, das seitlich von Darstellungen der Mariä Verkündigung und der Taufe Christi flankiert wird. Beide Darstellungen stammten aus dem Jahr 1823. Das Hauptfeld des Altars wird von zwei Säulen aus Maxener Marmor umschlossen und zeigt eine Kreuzigungsdarstellung. Über dem Gebälk befindet sich eine Darstellung der Auferstehung Christi, die von den Figuren „Glaube“, „Hoffnung“ und „Liebe“ flankiert wird.

#### Kanzel und Taufstein
Die Kanzel besteht aus Holz und geht vermutlich auf das späte 17. Jahrhundert zurück. Der Kanzelkorb ist weit ausholend und mit Akanthusblättern verziert. Der Schalldeckel zeigt Voluten aus Blattwerk.
Die Kirche hat eine Taufschale aus Zinn aus dem Jahr 1622 und eine Holztaufe aus dem Jahr 1823.

### Orgel
Die Lockwitzer Schlosskirche hat eine Jehmlich-Orgel aus dem Jahr 1939 mit 23 Registern und 1284 Pfeifen. In den Orgelneubau wurden auch Pfeifen der Vorgängerorgel von Schröter/Jahn aus dem Jahr 1885 integriert.

### Glocken
Nach dem barocken Umbau der Lockwitzer Schlosskirche läuteten bereits im August 1700 zum ersten Mal Glocken im Kirchturm. Dieser war – zur damaligen Zeit eine Besonderheit – direkt mit dem Kirchengebäude und dem Schloss verbunden. Die Bronzeglocken wurden im Ersten Weltkrieg eingeschmolzen und im Jahr 1925 durch drei Glocken aus Stahl ersetzt, die in Bochum  gegossen wurden.